# Неплюевка
Неплю́евка — село в Карталинском районе Челябинской области России. Административный центр Неплюевского сельского поселения.

## География
Протекает река Сатыбалты. Расстояние до районного центра города Карталы 41 км.

## Население
| 2002 | 2010  |
| ---- | ----- |
| 1134 | ↗1163 |

По данным Всероссийской переписи, в 2010 году численность населения села составляла 1163 человека (560 мужчин и 603 женщины).

## Улицы
Уличная сеть села состоит из 14 улиц и 12 переулков.

## Инфраструктура
- Клуб,
- средняя школа.

## Достопримечательности
- Храм Петра и Павла построен в 1885 году.